# Glarus (bang)
Kanton Glarus (tiếng Đức: Glarusⓘ) là một bang ở đông trung bộ của Thụy Sĩ. Bang này có diện tích 685 km², dân số thời điểm năm là người. Thủ phủ bang đóng ở Glarus.
Về mặt hành chính, bang này gồm huyện, tổng cộng có 25 đô thị (tháng 7 năm 2006). Tôn giáo ở đây gồm Tin lành và Công giáo. Dân số năm 2007 là 38.237 ngưừoi, trong đó có 7.314 người (chiếm 19,13%) là người nước ngoài.
Thời điểm năm 2000, có 37% dân số theo Công giáo Rôma và 44% theo Tin lành.
Ngày 6 tháng 5 năm 2007, Glarus trở thành bang đầu tiên của Thụy Sĩ hạ tuổi cử tri xuống 16 tuổi.

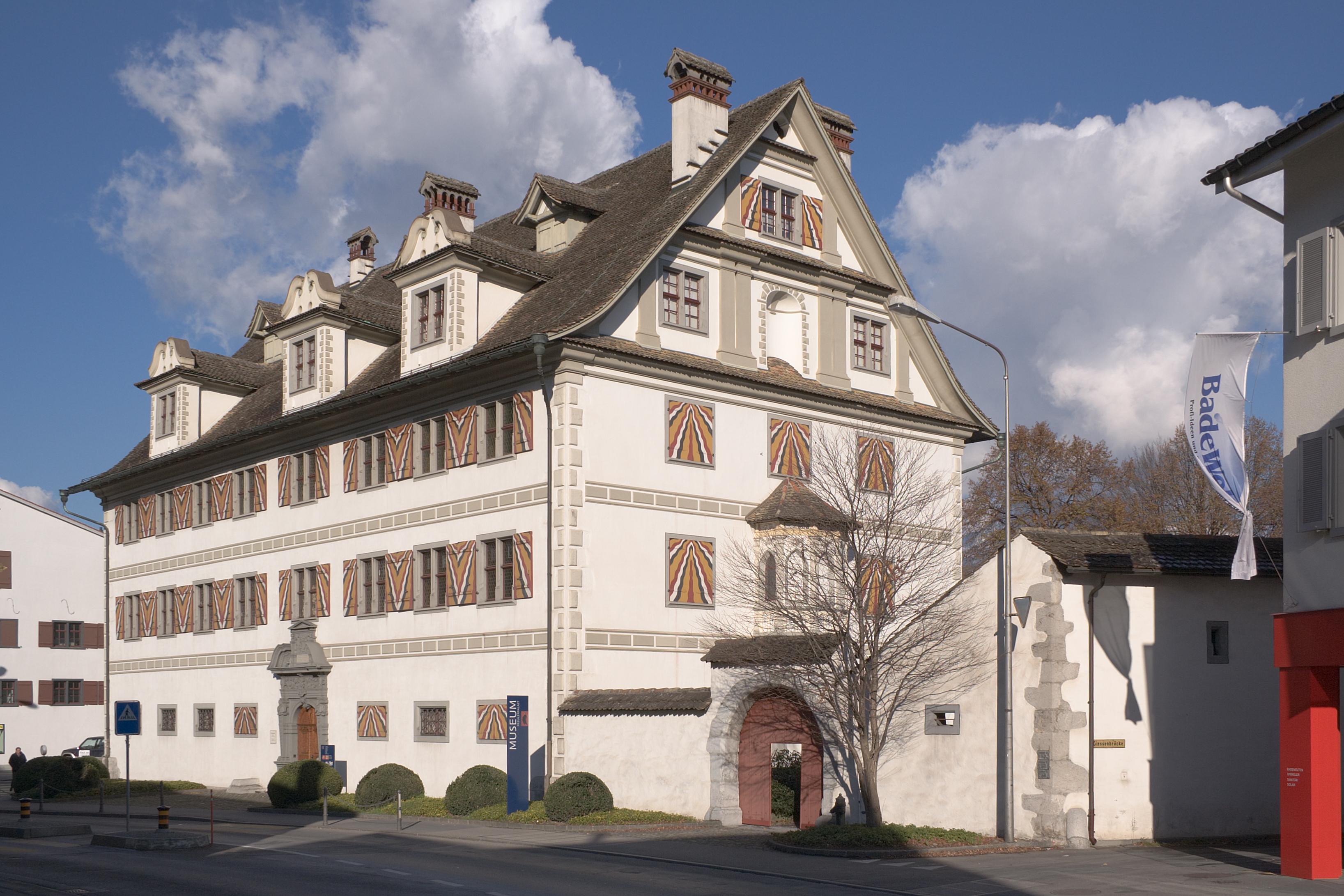
Bảo tàng bang ở Freulerpalast (Näfels)

## Các đô thị
Trước ngày 1 tháng 1 năm 2011, bang có 25 đô thị (gemeinden):
| - Betschwanden - Bilten - Braunwald - Elm - Engi - Ennenda - Filzbach - Glarus - Haslen (hợp nhất các đô thị cũ Leuggelbach, Nidfurn và Haslen) - Linthal - Luchsingen (hợp nhất các đô thị cũ Diesbach, Hätzingen và Luchsingen) - Matt | - Mitlödi - Mollis - Mühlehorn - Näfels - Netstal - Niederurnen - Oberurnen - Obstalden - Riedern - Rüti - Schwanden - Schwändi - Sool |

Kể từ ngày 1 tháng 1 năm 2011, bang hợp nhất các đô thị lại thành 3 đô thị hành chính lớn:
- Glarus gồm các đô thị Glarus (cũ), Ennenda, Netstal và Riedern.
- Bắc Glarus gồm các đô thị Bilten, Filzbach, Mollis, Mühlehorn, Näfels, Niederurnen, Oberurnen và Obstalden.
- Nam Glarus gồm các đô thị Betschwanden, Braunwald, Elm, Engi, Haslen (gồm cả Leuggelbach và Nidfurn), Linthal, Luchsingen (gồm cả Diesbach và Hätzingen), Matt, Mitlödi, Rüti, Schwanden, Schwändi và Sool.